# دنيس كرومبتون (لاعب كرة قدم)
دنيس كرومبتون (بالإنجليزية: Dennis Crompton)‏ هو لاعب كرة قدم بريطاني في مركز نصف الجناح، ولد في 12 مارس 1942 في بولتن في المملكة المتحدة، وتوفي في 28 يوليو 2015. لعب مع نادي ألترينتشام.